# Markaz al Uqşur
Markaz al Uqşur (arabiska: مركز الأقصر) är en region i Egypten.   Den ligger i guvernementet Luxor, i den centrala delen av landet, 500 km söder om huvudstaden Kairo. Antalet invånare är 422 407.